# Carl Nehls
Carl Peter Johannes Nehls (* 25. Februar 1894 in Hamburg; † unbekannt) war ein deutscher Politiker (FDP).

## Leben
Nehls war Einzelhändler von Beruf und lebte in Fuhlsbüttel. Er beantragte am 25. Februar 1937 die Aufnahme in die NSDAP und wurde zum 1. Mai desselben Jahres aufgenommen (Mitgliedsnummer 4.795.042).
Nach dem Zweiten Weltkrieg trat er in die FDP ein und war Ende der 1940er Jahre Vorsitzender des Kreisverbandes Fuhlsbüttel-Langenhorn. Bei der Bürgerschaftswahl 1949 wurde er auf dem Wahlvorschlag des Vaterstädtischen Bundes Hamburg, an dem sich die FDP beteiligt hatte, im Wahlkreis Ohlsdorf in das Landesparlament gewählt. Zugleich wurde er am selben Tage auch in den Bezirksausschuss Hamburg-Nord gewählt. Während er aus der Bürgerschaft bereits nach einer Wahlperiode wieder ausschied, gehörte er auch von 1953 bis 1957 – jetzt auf der Liste des nunmehrigen bürgerlichen Wahlbündnisses Hamburg-Block – weiterhin dem Bezirksausschuss an. In der Bürgerschaft setzte er sich unter anderem für das Gast- und das Bäckereigewerbe ein: Er kritisierte unter anderem 1952 die Einschränkungen für den Verkauf von Sonntagsverkauf von Kuchen auf den Zeitraum von 12.30 bis 14.30 Uhr und 1953 die Höhe der Gebühren, die Gaststätten in Hamburg für eine Tanzerlaubnis (270 DM) oder eine Befreiung von der Sperrstunde (360 DM) zahlen müssten. In anderen Großstädten seien diese Gebühren deutlich geringer.